# Herreys
Herreys este un grup suedez de pop, câștigător al concursului Eurovision 1984 cu cântecul "Diggi-Loo Diggi-Ley".